# Uhlířov
Uhlířov település Csehországban, a Opavai járásban. Uhlířov Slavkov, Otice, Hradec nad Moravicí, Štáblovice és Branka u Opavy településekkel határos. Lakosainak száma 404 fő (2024. január 1.).

## Népesség
A település lakosságának változását az alábbi diagram mutatja:
| Lakosok száma | 284  | 337  | 341  | 252  | 315  | 357  | 336  | 364  | 379  | 404  |
|               | 1869 | 1890 | 1921 | 1950 | 1980 | 2001 | 2017 | 2019 | 2022 | 2024 |